# Пианкастаняйо
Пианкастаня̀йо (на италиански: Piancastagnaio) е малко градче и община в централна Италия, провинция Сиена, регион Тоскана. Разположено е на 772 m надморска височина. Населението на общината е 4187 души (към 2010 г.).